# Ophiohelus densispinus
Ophiohelus densispinus is een slangster uit de familie Ophiacanthidae.
De wetenschappelijke naam van de soort werd in 1991 gepubliceerd door N.M. Litvinova.